# منو میس
منو مَیِس (به هلندی: Menno Meyjes) فیلم‌نامه‌نویس، کارگردان و تهیه‌کننده فیلم اهل هلند است. وی در سال ۱۹۷۲ به آمریکا رفت و در آنجا شروع به تحصیل کرد. وی برای نوشتن فیلم‌نامه رنگ ارغوانی، فیلمی به اقتباس از رمانی نوشتهٔ آلیس واکر، نامزد جوایز متعددی شد.

## فیلم‌شناسی
- رنگ ارغوانی (۱۹۸۵) (فیلم‌نامه)
- ایندیانا جونز و آخرین جنگ صلیبی (۱۹۸۹) (داستان)